# Batalla de Knat
La Batalla de Knat (también escrito Qnat; en árabe, معركة قنات) fue una confrontación militar sucedida entre el 12 y el 17 de febrero de 1980 en el pueblo de Qnat, Líbano, donde 44 miembros de las Falanges Libanesas repelieron a una brigada de alrededor de 3,000 hombres del Ejército Sirio, que estaba invadiendo al país en medio de la guerra civil libanesa.

## Antecedentes
En 1976, Siria intervino en el conflicto civil libanés, utilizando su ejército y milicias armadas (como Saika o el Ejército de Liberación Palestino) para sus propios intereses políticos, y legalizando su intervención con el apoyo de la Liga Árabe y con la excusa de traer paz al país. Tras que las relaciones entre Siria y el Frente Libanés (más tarde Fuerzas Libanesas), una coalición de varias milicias cristianas y nacionalistas de derecha, se deteriorara, inicia la llamada Guerra de los Cien Días, donde las tropas sirias bombardearon con cohetes y cañones al barrio de Achrafieh en Beirut oriental, controlado por las FL, y en especial,  las Falanges Libanesas (Kataeb). El conflicto de Achrafieh terminó con la expulsión del Ejército Sirio de los barrios cristianos de la capital libanesa.
En el norte, los sirios habían organizado puestos de control, con ayuda del Ejército de Liberación de Zgharta (actual Movimiento Marada), una milicia que se había separado del Frente Libanés y que ganó la enemistad de los Falangistas. Para evitar los puestos de control, los habitantes de Qnat entraban y salían a través de Mazraat Bani Saab y la carretera de Beit Kassab. Por esto, los miembros del Marada comenzaron a hostigar a los locales.

## Batalla
El 12 de febrero de 1980, después de enfrentamientos entre las Falanges y el Marada, una unidad siria, la cual patrullaba la zona, entró a Qnat, causando combates entre ellos (con apoyo del Marada) y 44 combatientes de las FL que se encontraban allí. El mismo día, algunos civiles lograron matar a 4 miembros del Ejército Sirio al dañar un transporte blindado de personal.
El día siguiente, 13 de febrero, refuerzos compuestos por 11 hombres de las "Unidades de Defensa Adonis" liderados por Hanna Atik llegaron desde Qattara (Keserwan) para apoyar a los combatientes de la Resistencia, junto a 7 miembros de los "Comandos" de Suleiman Hoayek. El día siguiente, llegaron 9 miembros más de la unidad Adonis.

### Combates en la escuela
Entre las 5 y las 5:30 AM del 15 de febrero, las fuerzas sirias comenzaron a moverse hacia una escuela ubicada en el centro del pueblo, llegando a estar a menos de 50 metros de ella. Dentro del edificio, había miembros de la Resistencia Libanesa, por lo que hubo más combates. A las 7 de la mañana, un cohete de RPG disparado desde la escuela deshabilitó un tanque. Por esto, la artillería siria bombardeó el edificio, hiriendo a 2 hombres de las FL y destruyendo el segundo piso. Después de dos horas y media de lucha, los sirios tuvieron que retirarse a sus posiciones originales.
A las 3:30 PM, los sirios intentaron entrar sin éxito otra vez, siendo repelidos por la unidad de Comandos de Suleiman Hoayek, la cual causó decenas de muertes y el abandono de equipo. Seis vehículos con refuerzos para el Ejército Sirio fueron vistos.
Cerca de la medianoche, algunos miembros de los Comandos, dirigidos por Bob Haddad, llegaron desde caminos clandestinos en las montañas para apoyar a su bando. Tomaron posiciones en la plaza principal y en el Monasterio de San Miguel, cerca a la escuela.

### Ataques sorpresa y final
El sábado, 16 de febrero, las Fuerzas Libanesas lanzaron un ataque sorpresa por dos lados; uno liderado por Fouad Abou Nader, quien atacaría desde las granjas de Bani Saab, y otro por Samir Geagea, que atacaría desde dentro de Qnat. Este ataque fue sumamente exitoso, causando la muerte de cientos de sirios y apenas algún daño para las Fuerzas Libanesas. El día siguiente, 17 de febrero, ambos lados acordaron un cese al fuego, y los combatientes de las FL se retiraron hacia Assaf. Mientras intentaban retirarse, uno de sus miembros, Michel Haddad, fue asesinado a tiros.
Siria incluso amenazó con hacer uso de ataques aéreos, estacionando algunos helicópteros en la Base Aérea de Hamat (una pista clandestinamente construida por los Falangistas anteriormente, a pesar de no tener aeronaves). Los 3,000 sirios que habían sido repelidos varias veces eventualmente se tomaron Qnat, pero sin encontrar mucha resistencia ni residentes, ya que habían evacuado con antelación.
Las tropas de las FL se retiraron aún más, uniéndose a otros combatientes en la línea Beit Kassab-Niha-Hardine, y algunos siguieron hacia Batroun.

### Bajas
Se estima que fallecieron, por lo menos, 500 personas. Se sabe que murieron 15 combatientes de las FL, más de 400 sirios, y  80-100 civiles, aunque algunas fuentes aseguran que murieron 200 y hubo varios heridos.
Miles de civiles se desplazaron poco antes de la toma de la ciudad por los sirios (como se mencionó anteriormente) o durante la batalla, y algunos quedaron varados en medio de la nieve.

## Legado
La batalla convirtió a Samir Geagea en un reconocido comandante del norte del Líbano. Al describir la batalla en un discurso, Bashir Gemayel (fundador y comandante de las Fuerzas Libanesas, prominente figura de las Falanges y presidente electo en 1982) aseguró en un discurso que la "batalla fue paralela a la Guerra de los Cien Días" y que el evento "arruinó los planes de Siria en el norte".